# Jan Hryniewicz (pilot)
Jan Hryniewicz (ur. 22 stycznia 1902 w Limontowszczyźnie, pow. Wilno, zm. 26 lipca 1989 w Dęblinie) – oficer Wojska Polskiego, podpułkownik pilot obserwator.

## Życiorys
Syn Leopolda i Emilii. Uzyskał maturę w Państwowym Gimnazjum im. Joachima Lelewela w Wilnie. W 1925 roku rozpoczął naukę w Oficerskiej Szkole Lotnictwa w Grudziądzu, którą ukończył w 1927 roku jako obserwator z 42. lokatą (I promocja).
W stopniu sierżanta podchorążego obserwatora otrzymał przydział do 23. eskadry lotniczej 2. pułku lotniczego w Krakowie. W 1928 roku został awansowany do stopnia podporucznika. Otrzymał przydział do nowo powstającej 54. eskadry liniowej 5. pułku lotniczego. W 1931 roku uzyskał dyplom pilota w Centrum Wyszkolenia Oficerów Lotnictwa (CWOL) i został awansowany do stopnia porucznika. W 1935 roku otrzymał przydział do 53. eskadry towarzyszącej. Na stopień kapitana został mianowany ze starszeństwem z 1 stycznia 1936 roku w korpusie oficerów aeronautycznych (od 1937 roku – korpus oficerów lotnictwa, grupa liniowa). W 1938 roku został przeniesiony do Centrum Wyszkolenia Lotnictwa nr 1 w Dęblinie na stanowisko dowódcy 1 eskadry ćwiczebnej dywizjonu ćwiczebnego Kierownictwa Wyszkolenia.
Po kampanii wrześniowej ewakuował się przez Rumunię do Francji i został skierowany do bazy lotniczej w Lyon–Bron. Był inicjatorem zaprojektowania sztandaru Polskich Sił Powietrznych, który wykonały w 1940 roku mieszkanki Wilna.
Po klęsce Francji przedostał się do Wielkiej Brytanii. Wstąpił do RAF, otrzymał numer służbowy P-0056. W latach 1942–1943 dowodził eskadrą C dywizjonu 309, a następnie był adiutantem gen. Lucjana Żeligowskiego.
Po zakończeniu działań wojennych został zdemobilizowany i zdecydował się na powrót do Polski. Zamieszkał w Środzie Śląskiej, gdzie pracował jako palacz w szkolnej kotłowni. Został odszukany przez Aleksandrę Zasuszankę-Dobrowolską, dzięki jej pomocy uzyskał emeryturę kombatancką i mieszkanie socjalne w Kielcach. Odnowił kontakty z szkołą orląt i w 1979 roku otrzymał prawo do zamieszkania w hotelu oficerskim Wyższej Oficerskiej Szkoły Lotniczej w Dęblinie. Stał się mentorem podchorążych, brał udział w spotkaniach i uroczystościach oraz uczestniczył w praktycznym szkoleniu uczniów Liceum Lotniczego. Podchorążowie ufundowali mu mundur, w którym występował podczas oficjalnych uroczystości. Utrzymywał kontakt z Aleksandrą Zasuszankę-Dobrowolską, która odwiedzała go na terenie szkoły. W latach 80. XX w. zainicjował działania związane ze sprowadzeniem sztandaru Polskich Sił Powietrznych do Polski. Doszło do tego dopiero po jego śmierci.
Zmarł 26 lipca 1989 roku w Dęblinie i został pochowany na tamtejszym Cmentarzu Komunalnym (sektor V).

## Ordery i odznaczenia
- Krzyż Srebrny Virtuti Militarii[13]
- Medal Lotniczy (trzykrotnie)
- Srebrny Krzyż Zasługi (17 marca 1934)[1][15]

## Upamiętnienie
Uchwałą Nr IX/46/2019 Rady Miasta Dęblin z dnia 28 marca 2019 roku ppłk pil. obs. Janowi Hryniewiczowi został nadany pośmiertnie tytuł Honorowego Obywatela Miasta Dęblin.